# Oryx beisa
El órix beisa (Oryx beisa) es una especie de mamífero artiodáctilo de la familia Bovidae. Este antílope africano es la especie tipo del género Oryx. Su área de distribución abarca Kenia y el cuerno de África.  en la actualidad la especie está catalogada como en peligro de extinción por la UICN. 
En el pasado, algunos taxónomos lo consideraban una subespecie del gemsbok (Oryx gazella), pero son genéticamente distintos.

## Características
Es de mayor tamaño que las otras tres especies del género (1,20 m de altura y casi 200 kg de peso); posee largos cuernos negros y rectos y color leonado, aunque el vientre y la cara son blancos. Al igual que otras especies tiene una máscara facial de color negro, y una banda fina que separa el vientre y el lomo.

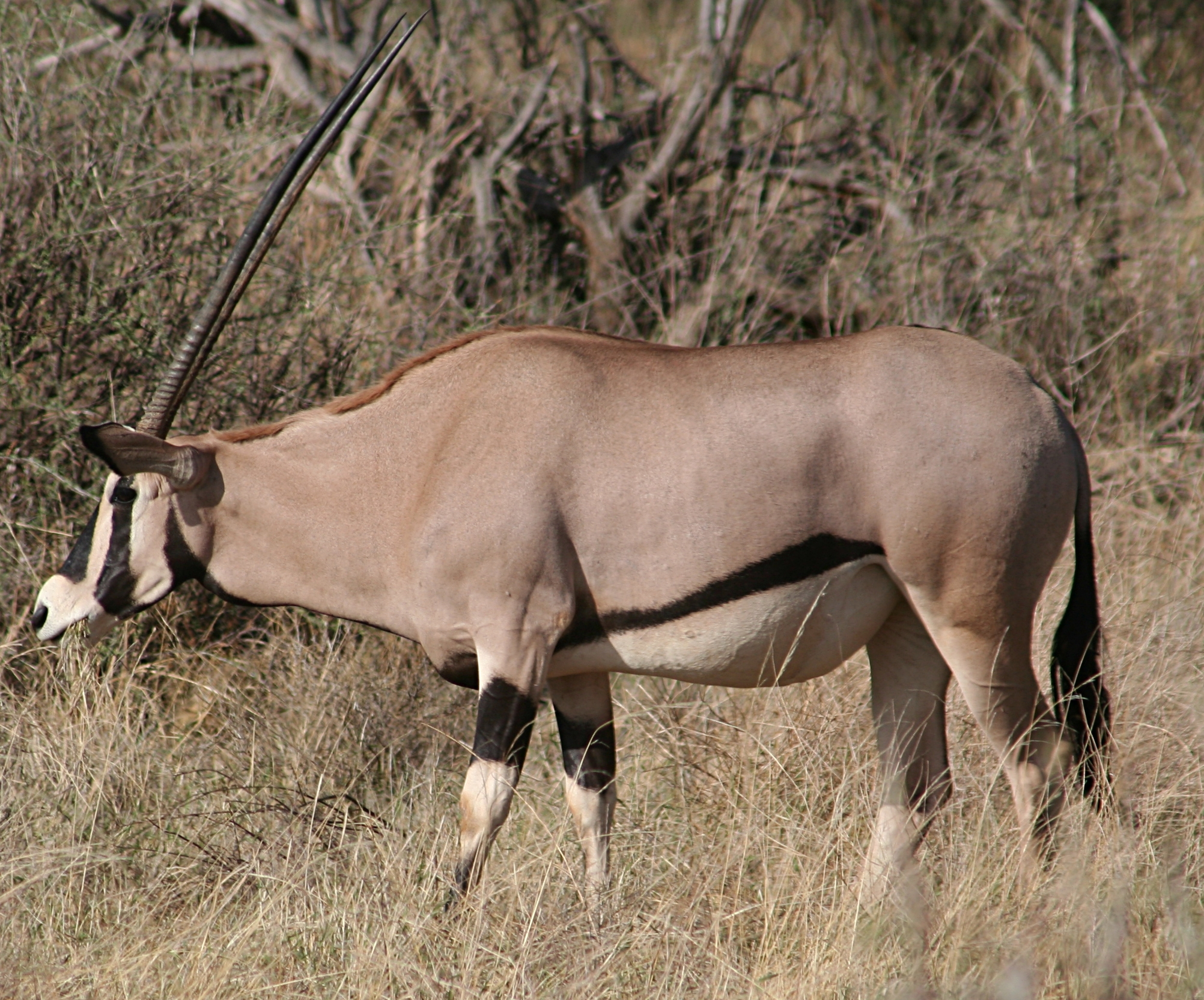
Órix beisa en la Reserva Nacional de Samburu, Kenia.

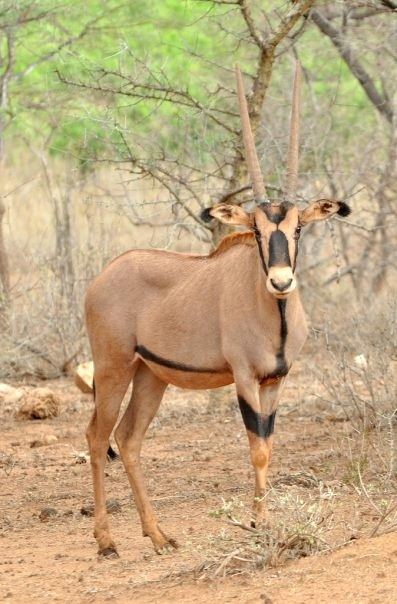
orix beisa (O. b. callotis) en parque nacional Tsavo west

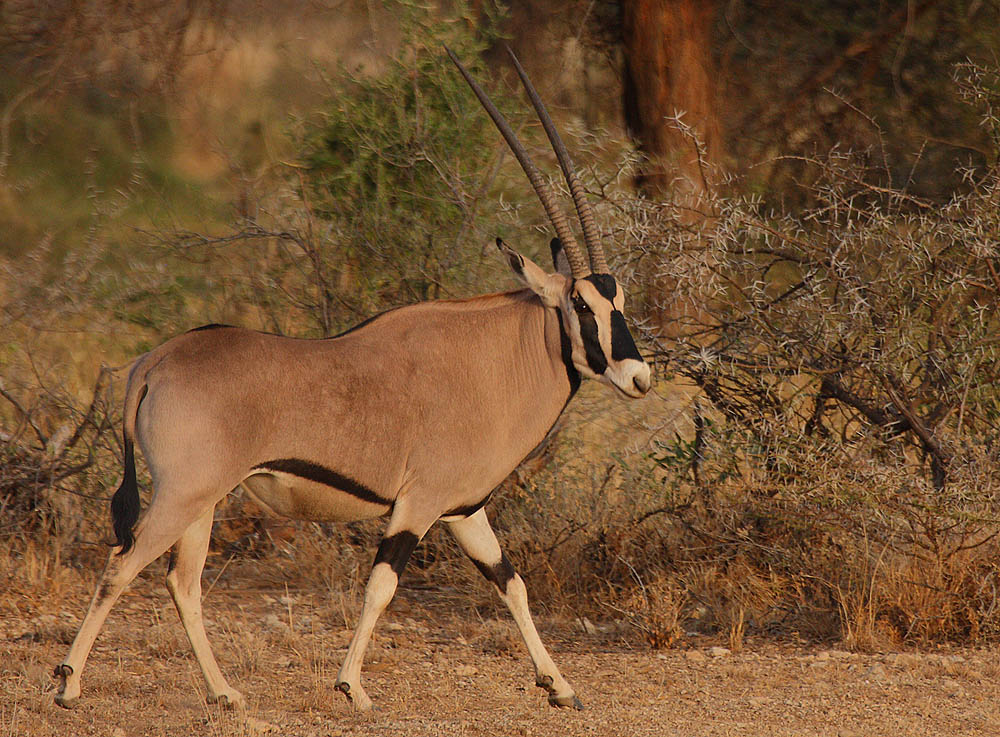
órix beisa común (O. b. beisa) en Kenia Central

## Subespecies

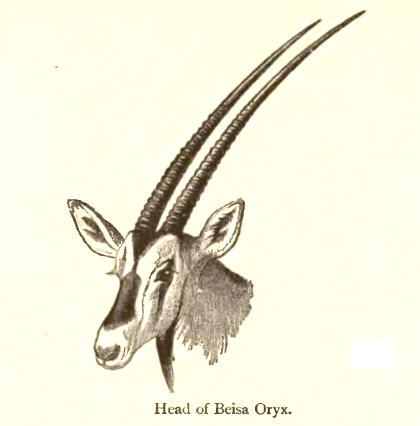
O. b. beisa

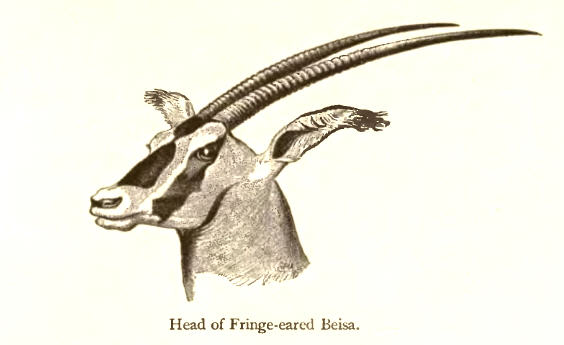
O. b. callotis

Se conocen dos subespecies de órice beisa:
- Oryx beisa beisa
- Oryx beisa callotis